# Argyrolepidia tasso
Argyrolepidia tasso är en fjärilsart som beskrevs av Jordan 1912. Argyrolepidia tasso ingår i släktet Argyrolepidia och familjen nattflyn. Inga underarter finns listade i Catalogue of Life.